# اشرفیان

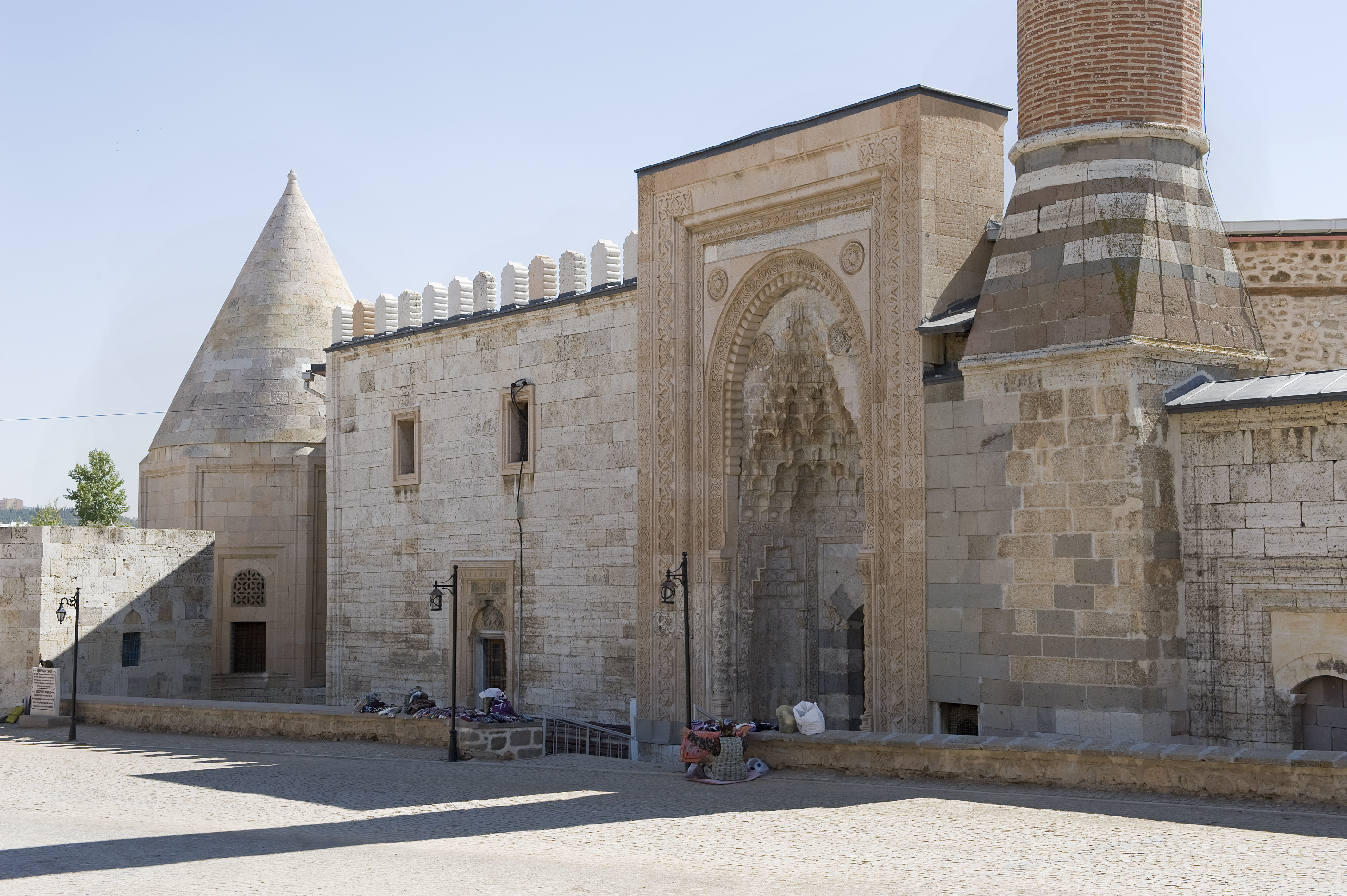
مسجد اشرف‌اغلو در بِی‌شهر

اشرفیان یکی از ملوک‌الطوائف ترکمن در آسیای صغیر بودند. پایتخت این دولت بی‌شهر بود. اشرفیان یکی از شاهزاده‌نشینان ترکمن بودند که توسط قوم اغوز به وجود آمدند.

## امیران مهم
- سلیمان بن اشرف († ۷۰۲/۱۳۰۲)
- مبارز الدین محمد(† ۱۳۲۶)